# The Prodigal Son
Pour les articles homonymes, voir Le Fils prodigue.
The Prodigal Son (Le Fils prodigue) est un opéra de Benjamin Britten, sur un livret de William Plomer. Basée sur l'évangile selon Luc sur le fils prodigue, elle a été inspirée par le tableau du même nom de Rembrandt au musée de l'Ermitage à Leningrad. Elle est dédiée à Dmitri Chostakovitch.
La création eut lieu le 10 juin 1968 en l'église d'Orford, dans le Suffolk.

## Historique
The Prodigal Son est la troisième parabole d'église de Benjamin Britten, après Curlew River et The Burning Fiery Furnace.
La première représentation a eu lieu le 10 juin 1968 à l'église St Bartholomew, Orford, Suffolk sous la direction de Benjamin Britten dans une mise en scène de  Colin Graham. Parmi les instrumentistes, se trouvaient le corniste Neill Sanders et le percussionniste James Blades. 
Aux USA, la première représentation est donnée au Caramoor Summer Music Festival le 29 juin 1969 avec Andrea Velis dans le rôle du  tentateur et de l'abbé.

## Rôles
| Rôle | Voix          | Distribution lors de la création, 10 juin 1968 (direction: - )                  |
| --- | ------------- | ------------------------------------------------------------------------------- |
| Tempter/Abbot | ténor         | Peter Pears                                                                     |
| Le père | baryton-basse | John Shirley-Quirk                                                              |
| Le plus jeune fils | tenor         | Robert Tear                                                                     |
| Le fils aîné | baryton       | Bryan Drake,                                                                    |
| Jeunes serviteurs et voix lointaines |               | Gerald Beauchamp, Michael Butler, Jonathan Fox, Richard Hopkins, David Rookwood |
| Chœur : Serviteurs, Parasites, et mendiants Chœur d'enfants et d'adultes(5 voix d'enfant soprano, 3 ténor, 3 baryton, 2 basse [chœur des servants]) |               |                                                                                 |

## Argument
L'histoire se déroule dans une famille paysanne qui comprend un père et ses deux fils. L'ainé travaille dur aux champs avec les domestiques alors que le cadet entend une voix lui conseillant de céder à tous ses désirs. Il demande alors au père son héritage et s'en va le dilapider en ville, en plaisirs divers. Quand il revient à la ferme, pauvre et sans un sou vaillant, il demande pardon à son père qui l'accueille avec joie. Le fils ainé, jaloux et mortifié, se met en colère contre ce pardon qu'il considère comme injuste mais le père le réprimande pour n'avoir pas compris que le fils prodigue avait permis, par son retour au bercail, la restauration de la famille.  

## Instrumentation
Comme pour les autres paraboles d'église de Benjamin Britten , la composition instrumentale est réduite : 1 flûte alto (aussi 1 flûte piccolo), 1 cor, 1 trompette, 1 percussionniste, 1 harpe, 1 orgue [de chambre] , 1 alto, 1 contrebasse. 
L'utilisation de la flûte alto et de la petite trompette en ré, est une nouveauté par rapport aux autres oeuvres du même type de Britten.

## Discographie
1970 - The Prodigal Son - format vinyle, sortie d'un CD en 2006 - enregistrement direct lors de la Première à St. Bartholomew's Church, Orford, mixage en studio chez Decca. Avec Benjamin Britten à la direction musicale